# Methodenstreit der Nationalökonomie

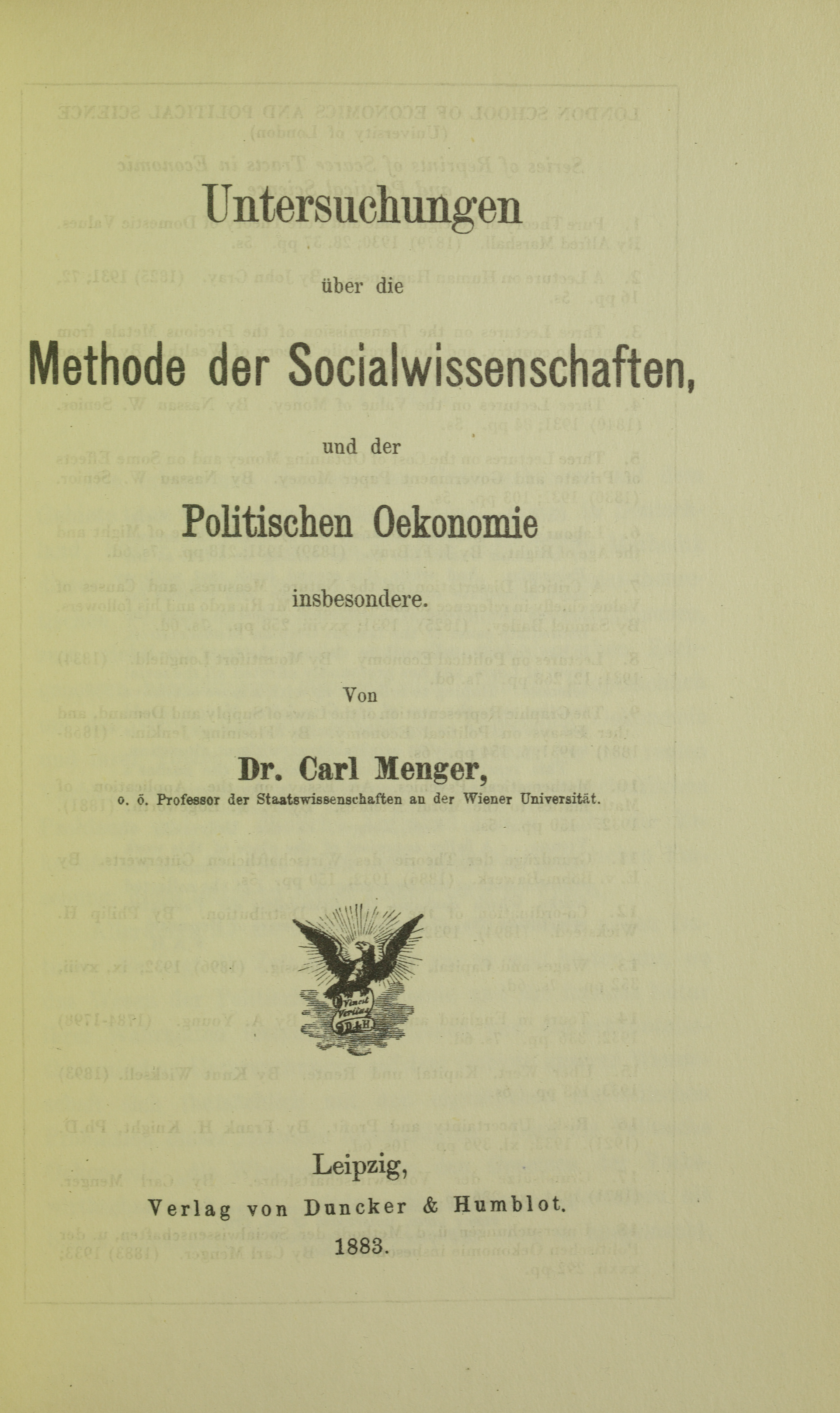
Untersuchungen über das Methode der socialwissenschaften und der politischen Ökonomie insbesondere, 1933

Methodenstreit der Nationalökonomie (alemão para: disputa de métodos na macro-economia) é uma disputa que teve lugar em meios académicos na área da macroeconomia de língua alemã, decorrendo sobretudo nas décadas de 1880 e 1890, opondo a chamada Escola austríaca e a Escola historicista alemã.
Debate realizado entre Carl Menger e Gustav Schmoller no final do século XIX, considerada um dos principais debates metodológicos na história da ciência econômica.  O debate tem seu início com a publicação do Untersuchungen über die Methode der Socialwissenschaften und der politischen Oekonomie insbesondere ( Investigacoes sobre os métodos das ciências sociais com especial referencia à economia política ) em 1883. Nele Menger rejeita as ideias epistemológicas subjacentes aos escritos da escola do historicismo alemão. Em reação a publicação de Menger, Schmoller redigiu e publicou uma critica desdenhosa ao texto de Menger. No ano seguinte ( 1884 ), Menger reagiu a critica de Schmoller com a publicação The Errors of Historicism (Os Erros do Historicismo).
O Methodenstreit pouco contribuiu para a solução dos problemas envolvidos. Menger com influência do empirismo de John Stuart Mill para sustentar seu ponto de vista até a totalidade das consequências lógicas. Enquanto isso, Schmoller e seus seguidores defenderam com afinco, aquilo que era uma insustentável posição, sem mesmo perceber a verdadeira gênese da controvérsia.
Enquanto Menger acreditava que o comportamento econômico implicava um sistema social constituído por indivíduos movidos por interesses próprios ou seja Ação Humana, Schmoller considerava que os indivíduos formavam grupos, nações, com objetivos e interesses. As ideias Menguerianas enfatizavam o indivíduo como protagonista e principal agente do processo econômico, e um sistema livre de preços, que permitiria o funcionamento dos mecanismos de ajuste e equilibro dos mercados. As conclusões de Schmoller caminhavam  em direção oposta, propondo a intervenção do Estado por meio de políticas governamentais da Alemanha recém unificada.
O livre mercado britânico, se tornou triunfante do decorrer do século XIX nos países da Europa Central e Ocidental; acabando com a débil ideologia do Estado Social Autoritário ( Landesfurstlicher Worhlfahrisstaat ), que guiara as políticas dos principados alemães do século XVIII.
Gustav Schmoller e seus seguidores defendiam o Socialismo de Estado, um tipo de socialismo planejado, cujo centro ou poder estaria nas mãos dos aristocratas; socialismo que Otto von Bismarck e seus sucessores desejavam com profunda ânsia.
Nascia assim a Escola Austríaca de economia, termo atribuído a Menger e seus seguidores pelos seus adversários da escola historicista alemã, devido ao isolamento de Menger. Depois de retirar-se de desgastante debate (methodenstreit), os interesses de Menger voltaram-se para a teoria econômica pura e aplicada.